# 太行1939年夏季战役
太行1939年夏季战役中国称为太行1939年夏季反扫荡战役，是中国抗日战争中，中日双方发生的战役。
1939年7月初，日军调集5万余人进攻八路军晋察冀军区，以失败告终。